# 能登麻美子・地球NOTE
『能登麻美子・地球NOTE』（のとまみこ・ちきゅうノート）は、2008年10月9日から2013年3月18日まで文化放送超!A&G+で放送されていた簡易動画付きラジオ番組。パーソナリティは能登麻美子。響-HiBiKi Radio Station-でも配信されていた。

## 番組概要
母なる星「地球」をテーマに、毎回能登が地球の「自然」にスポットを当て、「世界遺産」や「環境」、「人と自然の関わり」について、音楽と共に語る。世界各国の自然環境や文化についてのほか、世界の食・エンターテイメント・慣習・社会的文化や人間心理などについても取り上げられた。アニラジとしては初めて「地球環境」をテーマにした番組である。簡易動画は各回のテーマにちなんだ静止画を流している。

### 放送時間
隔週更新
超!A&G+
- 2008年10月9日 - 2009年3月26日

木曜日 23:30 - 24:30 （リピート放送: 金曜日 13:30 - 14:30）
- 2009年4月9日 - 2009年7月2日

木曜日 23:30 - 24:30 （リピート放送: 金曜日 11:30 - 12:30、土曜日 9:00 - 10:00）
- 2009年7月16日 - 2010年3月25日

木曜日 23:30 - 24:30 （リピート放送: 金曜日 11:30 - 12:30、土曜日 11:00 - 12:00）
- 2010年4月8日 - 2010年9月23日

木曜日 23:30 - 24:30 （リピート放送: 金曜日 11:30 - 12:30）
- 2010年10月7日 - 2011年4月7日

木曜日 23:30 - 24:30 （リピート放送: 金曜日 11:30 - 12:30、土曜日 9:00 - 10:00）
- 2011年4月21日 - 2012年3月22日

木曜日 23:30 - 24:30 （リピート放送: 金曜日 11:30 - 12:30）
- 2012年4月9日 - 2013年3月18日

月曜日 24:00 - 25:00 （リピート放送: 火曜日 12:00 - 13:00）
響-HiBiKi Radio Station-
- 2011年2月17日 - 2011年3月31日

木曜配信
- 2011年4月18日 - 2012年12月24日

月曜配信

## 主なコーナー
オープニングポエム
番組の主題となるポエムの朗読。私ははるか遠くの中に置き忘れてきた地球（ガイヤ）音を聞くという趣旨のポエムの後、再度挨拶し番組説明をする
特集テーマ
毎回、ある人物やある国の自然環境・世界遺産に絞って地球の表情などを語っていく。
フリートーク
能登の近況などを語るフリートークコーナー。
お便りコーナー
番組への意見や感想、能登麻美子への質問メールなどを紹介するコーナー。採用されると、番組特製「地球ノート」がプレゼントされる（第10回はコーナー休止）。
おはなしNOTE
能登が絵本の朗読をするコーナー（第80回 – ）。
エンディングポエム
「地球の音が何の音か」を問いかけ、あと数時間で私の旅が終わるという趣旨のポエムを朗読する。

### 過去のコーナー
- 地球NOTEドラマシアター「female 12章」（なお、第10回はこのコーナーは休止。理由は後述。）（第1回 - 第13回）
- 「朗読紙片・時のしおり」（作詞家・松井五郎書き下ろしによる詩の朗読コーナー。）（第14回 - 第25回）

### 各回の特集テーマ
| 回      | 最初の放送日   | テーマ                            | 内容 |  |
| ------- | -------------- | --------------------------------- | --- |  |
| 第1回   | 2008年10月09日 | アラスカ                          | 写真家・星野道夫の紹介など。 |  |
| 第2回   | 2008年10月23日 | ハワイ諸島                        | キラウエア火山や南の島の紹介など。 |  |
| 第3回   | 2008年11月06日 | アマゾン                          | アマゾンの先住民やピラニア・熱帯雨林気候など。 |  |
| 第4回   | 2008年11月20日 | 白神山地                          | ブナの原生林やマタギなど。 |  |
| 第5回   | 2008年12月04日 | オーストラリア                    | アボリジニ〈オーストラリアの先住民〉やウルル（エアーズロック）など。 |  |
| 第6回   | 2008年12月18日 | フィンランド                      | サンタクロースやトナカイなど。 |  |
| 第7回   | 2009年01月01日 | エベレスト                        | ヒマラヤ山脈に挑んだ登山家の紹介やヒマラヤ山脈の気候・自然など。 |  |
| 第8回   | 2009年01月15日 | ガンガー                          | ガンガー（ガンジス川）に集まる信教の人々や藤原新也の水葬、ガンジス川の水質汚染状況など。 |  |
| 第9回   | 2009年01月29日 | セントラルパーク                  | セントラルパークの知られざるスケート場やセントラルパークを撮影場所に使用した映画作品の紹介、ドキュメンタリー映画『IMAGINE』の紹介、渡り鳥の飛来地でもあるセントラルパークなど。                                                                                   |  |
| 第10回  | 2009年02月12日 | ケニア・ 沖縄レポート             | ライオンやシマウマの紹介、サバンナにしっかり根を張るバオバブの木の紹介、マサイ族の説明や特徴など。 沖縄県西表島でのDVD『地球NOTE presents 能登麻美子 Style』撮影裏話も。                                                                                          |  |
| 第11回  | 2009年02月26日 | マチュピチュ                      | インカ帝国やアンデスの生活の紹介など。 |  |
| 第12回  | 2009年03月12日 | アルハンブラ宮殿                  | 宮殿の歴史やイスラム文化、アンダルシア・グラナダの紹介など。 |  |
| 第13回  | 2009年03月26日 | 知床                              | 動植物や流氷、番屋の紹介など。 |  |
| 第14回  | 2009年04月09日 | 桜                                | ソメイヨシノの紹介やサクラ前線の仕組み、アメリカに渡った桜の木、花水木の紹介など。 |  |
| 第15回  | 2009年04月23日 | ベトナム                          | 日本に似たベトナムの紹介や特徴、首都ハノイの紹介、黄河デルタと米の輸出国3位の理由、ハロン湾の紹介、竹の名産地ベトナム、ベトナムの雨の特徴、中国とベトナムの民族の違いなど。                                                                                       |  |
| 第16回  | 2009年05月07日 | パリ                              | 歴史の宝庫「フランス・パリ」の紹介や特徴、自由・平等・博愛の街に立つエッフェル塔とメートル法、メートル法の由来、花の都パリの過去の歴史の真実、世界の都市計画の基礎となったパリなど。                                                                              |  |
| 第17回  | 2009年05月21日 | ブータン                          | 信号機がない都市「時の中に残された国」しかし、その実態は…。&ブータンの特徴、「大切なのはGNPではなくGNHだ」ブータンの更なる詳細や観光地の整備をしていない理由、男女で民族衣装が違う理由、ブータンがかつて荒れた農村だった理由など。                                |  |
| 第18回  | 2009年06月04日 | 宇宙                              | ガリレオ・ガリレイの話題、電波望遠鏡の話、月と生物の関係、月の引力と神秘、月と人間の関係、天の川の話など。 |  |
| 第19回  | 2009年06月18日 | バミューダ・トライアングル        | 海藻やメタンガスが溶け込む海域である、バミューダ・トライアングルは航海中の船や上空を飛ぶ飛行機までも消えてしまう。未だに解明されていないバミューダトライアングルの謎そこには超常現象の研究家と、バミューダはフィクションと唱える学者の戦いが…。など。             |  |
| 第20回  | 2009年07月02日 | タクラマカン砂漠                  | タクラマカン砂漠の特徴と誕生それは中国にあった…。さまよえる湖ロプノールの真実を求めて挑んだスウェーデンの地理学者の話と幻の都市「楼蘭」、椎名誠が実際に体験した砂漠での生活のエピソードなど。                                                                     |  |
| 第21回  | 2009年07月16日 | クジラとイルカ                    | クジラとイルカはヒトと同じ哺乳類に属する生物なのになぜ、海に生息するのか？、クジラの祖先や人間には聞こえないクジラの鳴き声、イルカの鳴き声が超音波の理由、イルカがなぜ人間に好かれるのか？など。                                                                  |  |
| 第22回  | 2009年07月30日 | 昆虫                              | 人間より環境対応に適応されている昆虫。その昆虫が地球に登場したのはいつなのか、など昆虫の知られざる生態や特徴を紹介していた（紹介されていた昆虫は素数ゼミ、カマキリ、ミツバチなど）。                                                                              |  |
| 第23回  | 2009年08月13日 | バルセロナ                        | 地中海性気候にあるスペインバルセロナの市街地と関わりのあるサグラダ・ファミリアとアントニ・ガウディの共通点とアントニ・ガウディの人生を変えたサグラダ・ファミリア建築の話。それに魅了されて日本からやって来て石を彫った青年外尾悦郎の話など。                      |  |
| 第24回  | 2009年08月27日 | バリ島                            | なぜインドネシアは世界で海岸線の広い国なのか、観光地バリ島のセールスポイントでもある宗教心に強いバリ島の儀式とケチャと何か関係しているそのケチャ、インドネシアと日本が実は密接な関係など。                                                                        |  |
| 第25回  | 2009年09月10日 | 温暖化                            | 異常気象が異常気象でなくなっている事態の症例報告を元に地球環境と地球温暖化が避けられない事態に。その証拠としてアル・ゴアの著書『不都合な真実』が。そこに書かれていることは私たち地球人へ何のメッセージを伝えたいのか？                                            |  |
| 第26回  | 2009年09月24日 |                                   | 朗読紙片時のしおりCD発売記念イベント |  |
| 第27回  | 2009年10月08日 | カサブランカ                      | カサブランカなら秋の季節でもまだ泳げるという豆知識から映画「カサブランカ」誕生の裏話、さらにカサブランカの街並みが白い家ばかりである理由やイスラム教の教えがある話、カサブランカが世界で緑茶の生産高1位である理由など。                                           |  |
| 第28回  | 2009年10月22日 | ウィーン （オーストリア）         | オーストリアは過去の惨劇を経験して来た国なのか?、オーストリアの歴史を語る上に重要な「ウイーン帝国とハプスブルク家」の切っては切れないお話、エリザベートの美への道のお話、ウイーンは喫茶店の多い街、ウイーンが映画『第三の男』の舞台になった都市なのはなぜ、など。 |  |
| 第29回  | 2009年11月05日 | キューバ                          | キューバの国や特産物・鉱石・歴史から社会主義王国キューバの人々の暮らし、キューバ音楽誕生のエピソードなど。 |  |
| 第30回  | 2009年11月19日 | バンコク （タイ）                 | タイの国や特徴、気候や特産物・人々がおおらかな理由＝仏教との関係や食の暮らしに、タイ独特のムエタイのルールや一日の試合数などのお話など。 |  |
| 第31回  | 2009年12月03日 | プラハ （チェコ）                 | |  |
| 第32回  | 2009年12月17日 | グリーンクリスマス                | 南半球でのグリーンクリスマス（夏のクリスマス）について。 |  |
| 第33回  | 2010年01月01日 | 日本神話                          | お正月にちなんで日本神話を語った。 |  |
| 第34回  | 2010年01月14日 | 海の謎を探れ                      | 海に住む生き物の紹介や海洋ドキュメンタリー映画の紹介など。 |  |
| 第35回  | 2010年01月28日 | バンクーバー （カナダ）           | バンクーバーオリンピックを直前に控えていることからカナダの国の特徴や特産物・街の人々・人口や流行っているスポーツなど。 |  |
| 第36回  | 2010年02月11日 | 中国の春節                        | この年は2月14日となる春節（中国の旧正月）の話。 |  |
| 第37回  | 2010年02月25日 | ギリシャ神話                      | ギリシャ神話の話。 |  |
| 第38回  | 2010年03月11日 | ニュージーランド                  | |  |
| 第39回  | 2010年03月25日 | パワースポット                    | 明治神宮の清正井、セドナ、ルルド、ミヒンタレー、分杭峠、テオティワカンについて。 |  |
| 第40回  | 2010年04月08日 | ブッダ                            | 4月8日の灌仏会（ブッダの誕生日）にちなみ、ブッダの生涯について。 |  |
| 第41回  | 2010年04月22日 | 不思議の国のアリス                | 4月17日の映画『アリス・イン・ワンダーランド』日本公開にちなみ、実在のアリス、『不思議の国のアリス』誕生の裏話など。 |  |
| 第42回  | 2010年05月06日 | 上海 （中国）                     | 上海万博や、上海の女性事情について。 |  |
| 第43回  | 2010年05月20日 | モナコ                            | モナコグランプリや高級リゾートなどを紹介した。 |  |
| 第44回  | 2010年06月03日 | 南アフリカ共和国                  | ネルソン・マンデラの反アパルトヘイト運動や、複都制について紹介した。 |  |
| 第45回  | 2010年06月17日 | ウクライナ                        | ウクライナの文化や歴史について。コサック、ウクライナ料理、オデッサ、オレンジ革命など。 |  |
| 第46回  | 2010年07月01日 | モンスター                        | ヨーロッパのモンスターについて。フランケンシュタインの怪物、ドラキュラ伯爵、怪奇映画スターのルゴシとカーロフ、ゾンビ、狼男とバンパイア、妖精など。 |  |
| 第47回  | 2010年07月15日 | 宇宙                              | 6月13日のはやぶさ帰還にちなむ。探査機はやぶさ、夏の星座、宇宙飛行士野口聡一、七夕、すばる望遠鏡など。 |  |
| 第48回  | 2010年07月29日 | 夏の野鳥                          | 日本の夏の野鳥について。カラス、渡り鳥、鷹、ハチクマなど。 |  |
| 第49回  | 2010年08月12日 | 日本の南の島々 （日本）           | 屋久島の屋久杉、西表島、宮古島、田中一村と奄美大島、伊良部島のアギヤー漁、与那国島など。 |  |
| 第50回  | 2010年08月26日 | カレー                            | 世界各地のカレーについて。インドカレー、イギリス式カレー、タイのゲーン、そば屋のカレーなど。 |  |
| 第51回  | 2010年09月09日 | メキシコシティ （メキシコ）       | 9月16日のメキシコ独立記念日にちなむ。サボテン、マチョとピロポ、トルティージャ、ルチャ・リブレの覆面レスラーなど。 |  |
| 第52回  | 2010年09月23日 | オーロラ                          | オーロラの見どころ、オーロラの神話・伝説、オーロラの音など。 |  |
| 第53回  | 2010年10月07日 | シェイクスピア                    | シェイクスピアの生涯や、邦訳事情、別人説、贋作事件など。『沙翁全集』を訳出した坪内逍遥にちなみ、逍遥の子孫である構成作家の坪内悟がフリートークコーナーに出演。 |  |
| 第54回  | 2010年10月21日 | お米                              | |  |
| 第55回  | 2010年11月04日 | ソウル （韓国）                   | |  |
| 第56回  | 2010年11月18日 | シャンソン                        | |  |
| 第57回  | 2010年12月02日 | イスラム文化                      | |  |
| 第58回  | 2010年12月16日 | バイキング                        | |  |
| 第59回  | 2010年12月30日 | 金沢 （日本）                     | 能登麻美子の故郷にちなんで。 |  |
| 第60回  | 2011年01月13日 | お酒                              | |  |
| 第61回  | 2011年01月27日 | ウッドストックとヒッピー文化      | 映画『ウッドストックがやってくる!』公開にちなんで。 |  |
| 第62回  | 2011年02月10日 | 冬の野鳥                          | HiBiKi Radio Stationでの再配信が開始された。 |  |
| 第63回  | 2011年02月24日 | マラソン                          | 東京マラソンにちなんで。 |  |
| 第64回  | 2011年03月10日 | ディズニー                        | |  |
| 第65回  | 2011年03月24日 | カイロ （エジプト）               | |  |
| 第66回  | 2011年04月07日 | パンダ                            | 上野動物園のパンダにちなんで。 |  |
| 第67回  | 2011年04月21日 | アムステルダム （オランダ）       | |  |
| 第68回  | 2011年05月05日 | 夢と睡眠                          | |  |
| 第69回  | 2011年05月19日 | イスタンブール （トルコ）         | |  |
| 第70回  | 2011年06月02日 | 小笠原諸島 （日本）               | 世界自然遺産に登録されたばかりの小笠原諸島について。 |  |
| 第71回  | 2011年06月16日 | 結婚                              | |  |
| 第72回  | 2011年06月30日 | 自然エネルギー                    | |  |
| 第73回  | 2011年07月14日 | リオ・デ・ジャネイロ （ブラジル） | |  |
| 第74回  | 2011年07月28日 | ねこ                              | |  |
| 第75回  | 2011年08月11日 | 日本の涼                          | 節電対策など。 |  |
| 第76回  | 2011年08月25日 | モスクワ （ロシア）               | |  |
| 第77回  | 2011年09月08日 | 南スーダン                        | 建国されたばかりの南スーダンについて。 |  |
| 第78回  | 2011年09月22日 | ロンドン （イギリス）             | オリンピックを控えたロンドンについて。 |  |
| 第79回  | 2011年10月06日 | 絵本                              | 大人でも楽しみたい世界各国の絵本について。 |  |
| 第80回  | 2011年10月20日 | ハロウィン                        | 絵本を朗読する新コーナー「おはなしNOTE」がスタート。 |  |
| 第81回  | 2011年11月03日 | 類人猿                            | 映画『猿の惑星: 創世記』の公開にちなんで。この回よりオープニング曲が変更。 |  |
| 第82回  | 2011年11月17日 | キノコ類                          | この回にエンディング曲を初オンエア。 |  |
| 第83回  | 2011年12月01日 | ミュージカル                      | 新曲『青のキセキ』のジャケットも初公開。 |  |
| 第84回  | 2011年12月15日 | 南極大陸                          | ドラマ『南極大陸』放送にちなんで。 |  |
| 第85回  | 2011年12月29日 | 探偵                              | ドラマ『ラッキーセブン』放送にちなんで。 |  |
| 第86回  | 2012年01月12日 | 竜                                | ドラゴン・烏龍などを紹介。 |  |
| 第87回  | 2012年01月26日 | プリンセス                        | |  |
| 第88回  | 2012年02月09日 | 大阪 （日本）                     | 橋下府知事のブームにちなんで。通天閣・大阪城など。 |  |
| 第89回  | 2012年02月23日 | スリランカ                        | |  |
| 第90回  | 2012年03月08日 | お引越                            | この回で4月より月曜日24時へ放送時間移動が発表された。また、久々の番組公開録音開催も告知された。 |  |
| 第91回  | 2012年03月22日 | 嘘                                | |  |
| 第92回  | 2012年04月09日 | コート・ダジュール （フランス）   | |  |
| 第93回  | 2012年04月23日 | 恋                                | |  |
| 第94回  | 2012年05月7日  | サーカス                          | |  |
| 第95回  | 2012年05月21日 | 星空の物語                        | 星空にまつわる文学作品と作者たちの話。4月28日の公開録音イベントの模様も放送。 |  |
| 第96回  | 2012年06月4日  | 時間                              | |  |
| 第97回  | 2012年06月18日 | 地中海                            | |  |
| 第98回  | 2012年07月2日  | ガラパゴス諸島                    | |  |
| 第99回  | 2012年07月16日 | 水                                | |  |
| 第100回 | 2012年07月30日 | 地球の音                          | 100回記念として、地球の環境音や効果音を多用。テーマは「地球のおと」とかけてあった。 |  |
| 第101回 | 2012年08月13日 | 百物語                            | |  |
| 第102回 | 2012年08月27日 | アメコミ                          | 映画『アベンジャーズ』公開にちなんで。 |  |
| 第103回 | 2012年09月10日 | ミュンヘン （ドイツ）             | |  |
| 第104回 | 2012年09月24日 | ヴェネチア （イタリア）           | |  |
| 第105回 | 2012年10月8日  | 手塚治虫                          | |  |
| 第106回 | 2012年10月22日 | リスボン （ポルトガル）           | |  |
| 第107回 | 2012年11月5日  | アメリカ合衆国大統領              | アメリカ大統領選挙にちなんで。 |  |
| 第108回 | 2012年11月19日 | おさかな料理                      | |  |
| 第109回 | 2012年12月3日  | テヘラン （イラン）               | 映画『アルゴ』公開にちなんで。 |  |
| 第110回 | 2012年12月17日 | ファッションブランド              | |  |
| 第111回 | 2013年1月7日   | カレンダー                        | |  |
| 第112回 | 2013年1月21日  | 絶世の美女                        | |  |
| 第113回 | 2013年2月4日   | ブエノスアイレス （アルゼンチン） | |  |
| 第114回 | 2013年2月18日  | 天使                              | |  |
| 第115回 | 2013年3月4日   | 生物の進化                        | |  |
| 第116回 | 2013年3月18日  |                                   | 最終回 |  |

## 番組内でのエピソード
- 番組内で流れる楽曲の曲名やアーティスト名の紹介は第1回・第2回では間に合わなかったが、第3回から簡易動画で表示されるようになっている。また、番組ブログも2009年1月29日初回放送の第9回から連動するようになっている。
- 第10回更新分は特集テーマその1と特集テーマその2の間の時間に「お便りのコーナー」「地球NOTEドラマシアター」を休止し3月29日発売の番組DVD地球NOTEpresents『能登麻美子Style』の撮影で訪れた沖縄県の西表島収録裏話報告を届けていた。また、この回はイリオモテヤマネコを日本で初めて撮影したカメラマンの横塚眞己人をゲストに迎えた。

## 特別番組放送による休止
- 第12回リピート放送分（2009年3月20日 13:30）は「東京国際アニメフェア2009超!ステーションスペシャル」（9:00-16:00）の特別番組のため休止された。
- 第33回初回放送分（2009年12月31日）は特別番組「キングランアニソン紅白2009」（22:00-25:00）放送のためリピート1回目にあたる2010年1月1日11:30-12:30枠が初回放送となった。その代わりに同年1月3日（日曜）23:00-24:00に臨時リピート放送があった（ただし事前告知なし）。
- 2011年3月31日放送の同年3月24日リピート分は生放送特番「緊急特番 ちょっとサヨナラ「9302ch」スペシャル!」(23:30-25:00）のため休止。

## 公開生放送&公開録音
能登麻美子・地球NOTE DVD完成記念イベント
超!A&G+「東京国際アニメフェア2009 超!ステーション スペシャル」内、2009年3月21日 15:00 - 15:45
地球NOTE presents『能登麻美子Style』の発売を記念して、東京ビッグサイトの『東京国際アニメフェア2009』の文化放送ブースにて公開生放送を行った。鈴木久美子の司会進行で、沖縄の西表島での撮影やDVDの未公開シーン上映・スライド写真での収録裏話を話していた。
「地球NOTEpresents能登麻美子Style」DVD完成記念 地球NOTE公開録音
3月22日に文化放送のメディアアプラスホールでの公開録音を行った。上記公開生放送同様、沖縄の西表島での撮影やスライド写真での収録裏話を話し、花がしゃべっているように聞こえるスピーカーを用いた、生演奏を行った。（演奏ははなしまなおみwithアンサンブルフレーズ）この模様は超!A&G+にて、『超!A&G+スペシャル』で3月28日20:00初回で放送した。
朗読紙片「時のしおり」CD発売記念イベント
2009年9月20日に文化放送メディアプラスホールにて番組2回目の公開録音を行った。ゲストに松井五郎を招いて「地球NOTE朗読紙片CD『時のしおり』 能登麻美子×松井五郎」の制作裏話や松井と能登が知り合うきっかけなどが話された他、「時のしおり」の朗読や番組オープニングテーマの「海にそして宙に」の生歌披露が行われた。この模様は、「地球NOTE」第26回（2009年9月24日初回）で放送した。
『青のキセキ』発売記念 能登麻美子・地球NOTE 公開録音イベント
2012年4月28日 19:00 - 20:20
番組のオープニングテーマでもある『青のキセキ』のCD発売を記念して、北とぴあのプラネタリウムにて公開録音を行った。星空を見上げながらの朗読や、青のキセキの生歌を披露。この模様は、「地球NOTE」第95回（2012年5月21日初回）で放送した。

## 関連商品
- DVD「地球NOTE presents 能登麻美子 Style」
- 地球NOTE朗読紙片CD「時のしおり」能登麻美子×松井五郎（2009年9月16日発売）